# Grégoire Sport
Der Grégoire Sport ist ein französischer Personenwagen.

## Geschichte
Der französische Frontantriebspionier Jean-Albert Grégoire entwarf nach dem Zweiten Weltkrieg einen großen Personenwagen mit Frontantrieb. Hotchkiss übernahm das Projekt und vermarktete die Fahrzeuge bis 1954 als Hotchkiss-Grégoire. Grégoire entwickelte dieses Projekt weiter und bot die Fahrzeuge ab 1956 unter seinem Namen an. Bis zur Produktionseinstellung 1962 entstanden etwa zehn bis fünfzehn Fahrzeuge.
Ein offenes Fahrzeug ist in der Cité de l’Automobile in Mülhausen zu besichtigen.

## Beschreibung
Der Motor ist vorne im Fahrgestell montiert und treibt die Vorderräder an. Fahrzeuge ab 1961 waren mit Scheibenbremsen an den Vorderrädern ausgestattet.
Der Vierzylinder-Boxermotor ist wassergekühlt. Er hat 2188 cm³ Hubraum und leistet mit Hilfe eines Kompressors 125 PS.
Die meisten Fahrzeuge erhielten eine Cabriolet-Karosserie von Chapron. Außerdem gibt es ein einzelnes Coupé, ebenfalls mit Karosserie von Chapron. Dieses Coupé ist erhalten geblieben. Es wurde im Juli 2022 in der Zustandsnote 4+ für 154.960 Euro versteigert.
Bei einem Radstand von 2400 mm und einer Spurbreite von 1440 mm (vorne) bzw. 1320 mm (hinten) beträgt die Fahrzeuglänge 4500 mm, die Fahrzeugbreite 1750 mm und die Fahrzeughöhe 1360 mm. Das Gewicht der Fahrzeuge wurde mit 1200 kg angegeben. 